# Лоренс (округ, Южная Дакота)
Ло́ренс (англ. Lawrence County) — округ в штате Южная Дакота, США. Административный центр округа — Дедвуд. По данным переписи за 2010 год число жителей округа составляло 24 097 человек.
Округ назван в честь Джона Лоренса — дорожного инспектора и судьи Территории Дакота.

## География
По данным Бюро переписи населения США округ имеет общую площадь в 2072 квадратных километров.

### Транспорт
Через округ проходят:
- I-90.
- US 14 (англ. US Highway 14).
- US 85[англ.] (англ. US Highway 85).
- US 385[англ.] (англ. US Highway 385).
- Дорога 34 штата Южная Дакота[англ.].
- Дорога 37 штата Южная Дакота[англ.].

## Население
| Год переписи | Нас.  |  | %±     |
| ------------ | ----- |  | ------ |
| 1880         | 13218 |  | —      |
| 1890         | 11673 |  | −11,7% |
| 1900         | 17897 |  | 53,3%  |
| 1910         | 19694 |  | 10%    |
| 1920         | 13029 |  | −33,8% |
| 1930         | 13920 |  | 6,8%   |
| 1940         | 19093 |  | 37,2%  |
| 1950         | 16648 |  | −12,8% |
| 1960         | 17075 |  | 2,6%   |
| 1970         | 17453 |  | 2,2%   |
| 1980         | 18339 |  | 5,1%   |
| 1990         | 20655 |  | 12,6%  |
| 2000         | 21805 |  | 5,6%   |
| 2010         | 24097 |  | 10,5%  |
| 2016         | 25429 |  | 5,5%   |

В 2010 году на территории округа проживало 24 097 человек (из них 49,5 % мужчин и 50,5 % женщин), насчитывалось 10 536 домашних хозяйств и 6181 семей. Расовый состав: белые — 94,4 %, афроамериканцы — 0,4 %, коренные американцы — 2,0 % и представители двух и более рас — 2,0 %. 2,5 % населения были латиноамериканцами.
Население округа по возрастному диапазону по данным переписи 2010 года распределилось следующим образом: 19,6 % — жители младше 18 лет, 6,2 % — между 18 и 21 годами, 57,6 % — от 21 до 65 лет и 16,6 % — в возрасте 65 лет и старше. Средний возраст населения — 41,0 лет. На каждые 100 женщин в Лоренсе приходилось 98,1 мужчин, при этом на 100 совершеннолетних женщин приходилось уже 95,1 мужчины сопоставимого возраста.
Из 10 536 домашних хозяйств 58,7 % представляли собой семьи: 46,6 % совместно проживающих супружеских пар (15,0 % с детьми младше 18 лет); 8,1 % — женщины, проживающие без мужей и 3,9 % — мужчины, проживающие без жён. 41,3 % не имели семьи. В среднем домашнее хозяйство ведут 2,19 человека, а средний размер семьи — 2,77 человека. В одиночестве проживали 33,2 % населения, 12,7 % составляли одинокие пожилые люди (старше 65 лет).

## Экономика
В 2015 году из 20 838 трудоспособных жителей старше 16 лет имели работу 13 050 человек. В 2014 году медианный доход на семью оценивался в 65 000 $, на домашнее хозяйство — в 48 220 $. Доход на душу населения — 27 002 $. 6,5 % от всего числа семей в Лоренсе и 12,0 % от всей численности населения находилось на момент переписи за чертой бедности.